# Tamna
O estado de Tamna ou Tamna-guk governou a Ilha Jeju desde tempos antigos até ser absorvido pela Dinastia Joseon em 1404. Este reino também é conhecido como Tangna (탕나), Seomna (섬나) e Tammora. Todos estes nomes significam "país insular".

## Lendas de fundação
Não há registros históricos sobre a fundação ou história antiga de Tamna. Uma lenda diz que os três fundadores divinos do reino, Go (고), Yang (양) e Bu (부), emergiram de três buracos no chão no séc. XXIV a.C. Os buracos, conhecidos como Samseonghyeol (삼성혈), ainda são preservados na cidade de Jeju.
De acordo com as lendas, após Yang Eulna (양을나/楊乙那) ter ido à ilha Jeju, uma caixa semi-mística apareceu na costa da ilha. Yang Ul-la examinou o interior da caixa e encontrou três mulheres, cavalos, vacas e sementes, como arroz, painço, cevada e bambu. A partir disto, os três homens estabeleceram o Reino de Tamna. Ele é considerado o ancestral lendário de Yang Tang, o fundador do clã Yang de Jeju.

## Registros históricos e arqueológicos
Evidências arqueológicas indicam que o povo de Tamna comercializava ativamente com a Dinastia Han da China, com regimes do Japão do Período Yayoi, com nações do Sudeste Asiático, com o Império Chola e com a Coreia continental, desde o séc. I d.C. A primeira referência histórica ao reino provavelmente são do séc. III d.C., na crônica do período dos Três Reinos chineses chamada de Sanguozhi.  O Sanguozhi relata um povo estranho vivendo numa grande ilha próxima à Coreia, que é chamada deJuho (州胡, literalmente "bárbaros insulares"). Esse povo. que tinha língua e cultura distintos, mantinham comércio com a Confederação Mahan da Coreia continental. Porém, a identidade de Juho como Tamna tem sido contestada por autoridades, como o estudioso norte-coreano Lee Ch'i-rin (이지린), que argumenta que Juho era uma pequena ilha no Mar Amarelo. Tamna é pronunciada como Dānluó em Mandarim padrão.
De acordo com o Samguk Sagi, Tamna iniciou uma relação tributária com Baekje, que controlava o sudeste da península coreana, em 476. Tamna provia auxílio militar e tributo, e gozava de fortes laços com o Japão. Enquanto Baekje declinava, Tamna se voltou a Silla. Em algum ponto próximo ao final do Período dos Três Reinos, Tamna oficialmente se subjugou a Silla. Silla então concedeu títulos aos três príncipes de Tamna, que os conservaram pelo resto da história do reino: Seongju (성주, 星主), Wangja (왕자, 王子) e Donae (도내, 都內). Algumas fontes indicam que isto ocorreu durante o reinado do Rei Munmu de SIlla, no final do séc XVII d.C.
Tamna brevemente reclamou sua independência após a queda de Silla em 935. Porém, foi subjugado pela Dinastia Goryeo em 938, e foi oficialmente anexado em 1105. Apesar disto, o reino manteve autonomia local até 1404, quando Taejong de Joseon o colocou sob seu firme controle centralizado e deu um fim ao Reino de Tamna. Um evento interessante que ocorreu durante os últimos anos de Tamna foi a Rebelião Sambyeolcho, que teve um final sangrento na ilha Jeju, em 1274.
Alexander Vovin (2013) nota que o antigo nome para a Ilha Jeju é tammura, que pode ser analisado em japonês como tani mura (たにむら; 谷村 'habitação no/do vale') ou tami mura (たみむら; 民村 'habitação do povo'). Assim, Vovin conclui que falantes de Línguas japônicas estavam presentes na ilha Jeju antes de serem substituídos por falantes de coreânico em algum momento antes do séc. XV.

## Soberanos e governadores de Tamna
Go (Ko) é o último nome dos reis que governaram Tamna, e o primeiro rei foi um dos três que emergiram da terra, de acordo com o mito. Seus descendentes se tornaram os futuros reis e governadores de Tamna.
| Reis de Tamna  | Hangul   | Hanja    |
| -------------- | -------- | -------- |
| Rei Go Eulla   | 고을라왕 | 高乙那王 |
| Rei Geon       | 건왕     | 建王     |
| Rei Samgye     | 삼계왕   | 三繼王   |
| Rei Ilmang     | 일망왕   | 日望王   |
| Rei Doje       | 도제왕   | 島濟王   |
| Rei Eon-gyeong | 언경왕   | 彦卿王   |
| Rei Bomyeong   | 보명왕   | 寶明王   |
| Rei Haengcheon | 행천왕   | 幸天王   |
| Rei Hwan       | 환왕     | 歡王     |
| Rei Sik        | 식왕     | 湜王     |
| Rei Uk         | 욱왕     | 煜王     |
| Rei Hwang      | 황왕     | 惶王     |
| Rei Wi         | 위왕     | 偉王     |
| Rei Yeong      | 영왕     | 榮王     |
| Rei Hu         | 후왕     | 厚王     |
| Rei Dumyeong   | 두명왕   | 斗明王   |
| Rei Seonju     | 선주왕   | 善主王   |
| Rei Jinam      | 지남왕   | 知南王   |
| Rei Seongbang  | 성방왕   | 聖邦王   |
| Rei Munseong   | 문성왕   | 文星王   |
| Rei Ik         | 익왕     | 翼王     |
| Rei Jihyo      | 지효왕   | 之孝王   |
| Rei Suk        | 숙왕     | 淑王     |
| Rei Hyeonbang  | 현방왕   | 賢方王   |
| Rei Gi         | 기왕     | 璣王     |
| Rei Dam        | 담왕     | 聃王     |
| Rei Ji-un      | 지운왕   | 指雲王   |
| Rei Seo        | 서왕     | 瑞王     |
| Rei Damyeong   | 다명왕   | 多鳴王   |
| Rei Dam        | 담왕     | 談王     |
| Rei Cheseam    | 체삼왕   | 體參王   |
| Rei Seongjin   | 성진왕   | 聲振王   |
| Rei Hong       | 홍왕     | 鴻王     |
| Rei Cheoryang  | 처량왕   | 處良王   |
| Rei Won        | 원왕     | 遠王     |
| Rei Pyoryun    | 표륜왕   | 表倫王   |
| Rei Hyeong     | 형왕     | 逈王     |
| Rei Chido      | 치도왕   | 致道王   |
| Rei Uk         | 욱왕     | 勖王     |
| Rei Cheonwon   | 천원왕   | 天元王   |
| Rei Hogong     | 호공왕   | 好恭王   |
| Rei So         | 소왕     | 昭王     |
| Rei Gyeongjik  | 경직왕   | 敬直王   |
| Rei Min        | 민왕     | 岷王     |
| Rei Jagyeon    | 자견왕   | 自堅王   |

| Governadores de Tamna | Hangul | Hanja  |
| --------------------- | ------ | ------ |
| Go Jagyeon            | 고자견 | 高自堅 |
| Go Mallo              | 고말로 | 高末老 |
| Go Yu                 | 고유   | 高維   |
| Go Jogi               | 고조기 | 髙兆基 |
| Go Jeongik            | 고정익 | 髙挺益 |
| Go Jeok               | 고적   | 髙適   |
| Go Yeorim             | 고여림 | 髙汝霖 |
| Go Jeongan            | 고정간 | 髙貞幹 |
| Go Sun                | 고순   | 髙巡   |
| Go Boksu              | 고복수 | 髙福壽 |
| Go Indan              | 고인단 | 髙仁旦 |
| Go Sujwa              | 고수좌 | 髙秀佐 |
| Go Seok               | 고석   | 髙碩   |
| Go Sunryang           | 고순량 | 髙順良 |
| Go Sunwon             | 고순원 | 髙順元 |
| Go Myeongeol          | 고명걸 | 髙明傑 |
| Go Singeol            | 고신걸 | 髙臣傑 |
| Go Bong-ye            | 고봉예 | 高鳳禮 |